# 511
511 (DXI) fue un año común comenzado en sábado del calendario juliano.  
En el Imperio romano, se conoció como año del consulado de Félix y Secundino, o, con menor frecuencia, como el 1264 Ab urbe condita. Su denominación como 511 se generalizó tras la adopción del Anno Domini (525).

## Acontecimientos
Europa
- 10 de julio – El rey franco Clodoveo I convoca y preside el Primer Concilio de Orleans, con la asistencia de 32 obispos y la promulgación de 31 cánones que regulan la relación Corona–Iglesia y condenan el arrianismo.[1]
- El general ostrogodo Ibba derrota y expulsa de Hispania al usurpador visigodo Gesaleico. Teodorico el Grande asume la regencia en nombre de su nieto Amalarico y ordena la acuñación de tremisses de oro de peso y ley sobresalientes, modelo que imitan borgoñones y francos.[2]
- 27 de noviembre – Fallece Clodoveo, y el Reino franco se reparte entre sus hijos: Teodorico I, Chlodomer, Childeberto I y Clotario I, con capitales en Metz, Orléans, París y Soissons, respectivamente.[3]

Imperio romano de Oriente
- Disturbios entre partidarios calcedonianos y miafisitas estallan en Antioquía, obligando al patriarca Flaviano II a someterse a la presión del emperador Anastasio I y a firmar el *Henotikon*.[4]

## Arte y literatura
- Depósito en la tumba de Clodoveo del llamado Tesoro de Clodoveo, hallado en Tournai (siglo XVII).[5]

## Fallecimientos
- 27 de noviembre – Clodoveo, rey de los francos (n. ≈ 466).[6]
- Gesaleico, depuesto rey de los visigodos (fecha discutida, entre 511 y 514).[7]